# Llau de la Vinya del Serrat
La llau de la Vinya del Serrat és una llau del terme municipal de Castell de Mur, dins de l'antic terme de Mur, al Pallars Jussà, en terres de Vilamolat de Mur.
Es forma al vessant nord del Serrat del Magí, des d'on davalla cap al nord-est passant entre la Vinya del Serrat -ponent- i la Vinya Gran -llevant-, abans de les quals travessa el Camí de les Vinyes. S'aboca en el barranc de Sant Gregori just en el lloc on hi havia hagut la Presa de Sant Gregori.